# Malaise-Falle

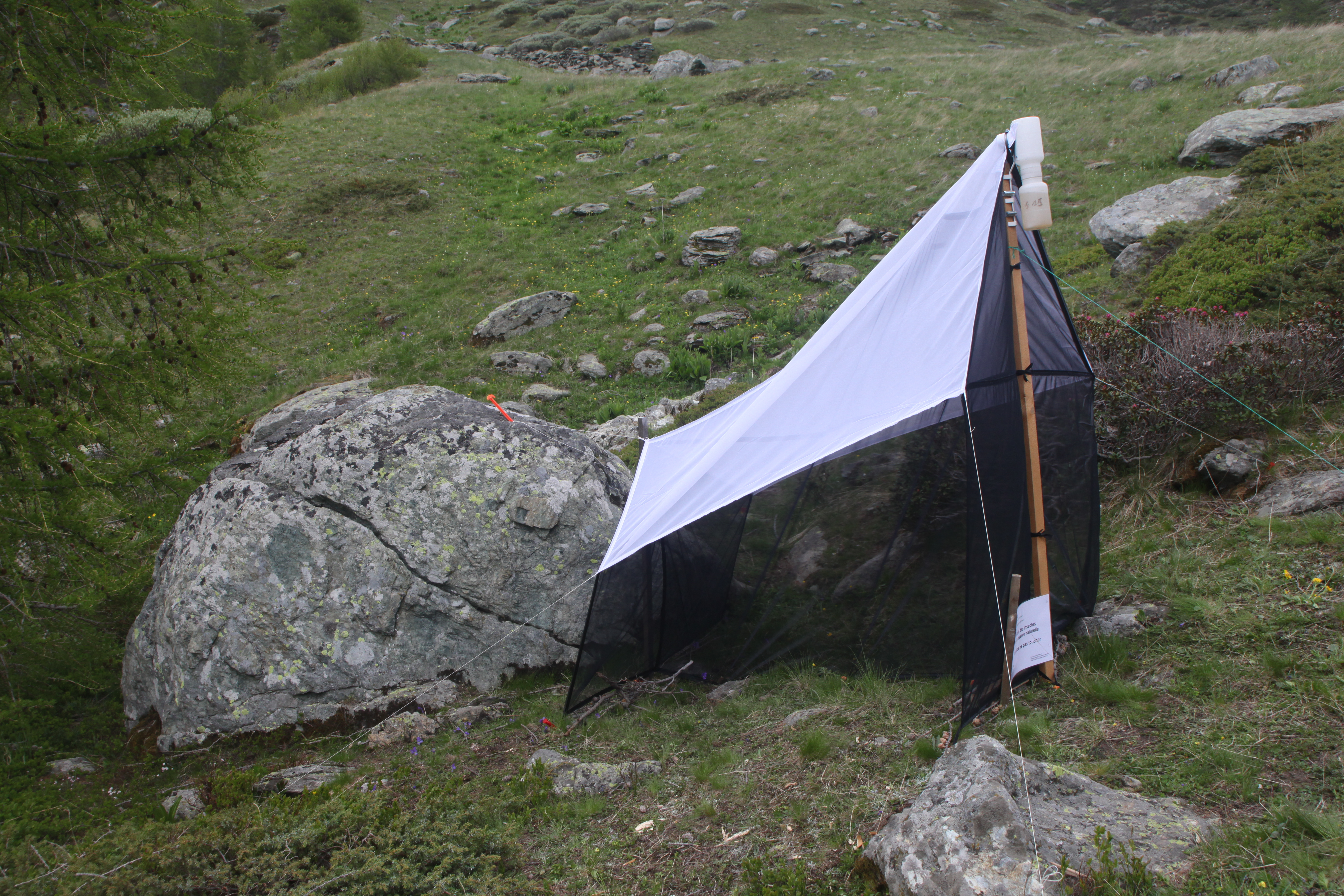
Malaise-Falle mit Fanggefäß am Gipfel des Zelts

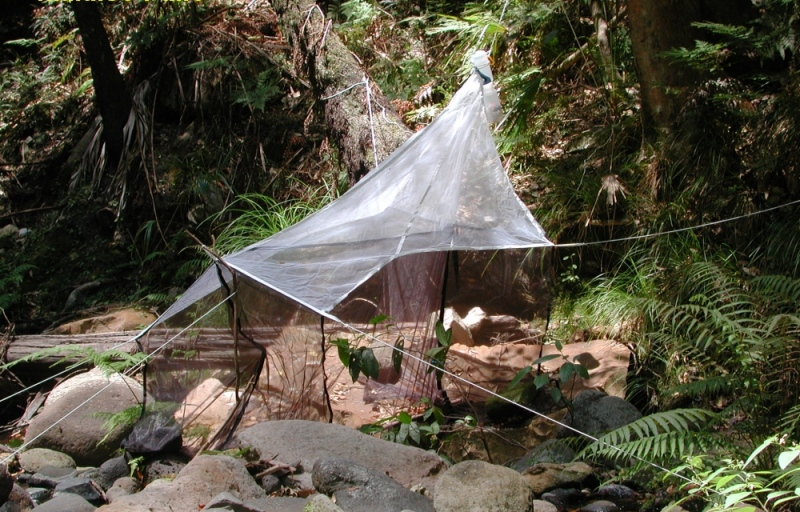
Malaise-Falle im Urwald

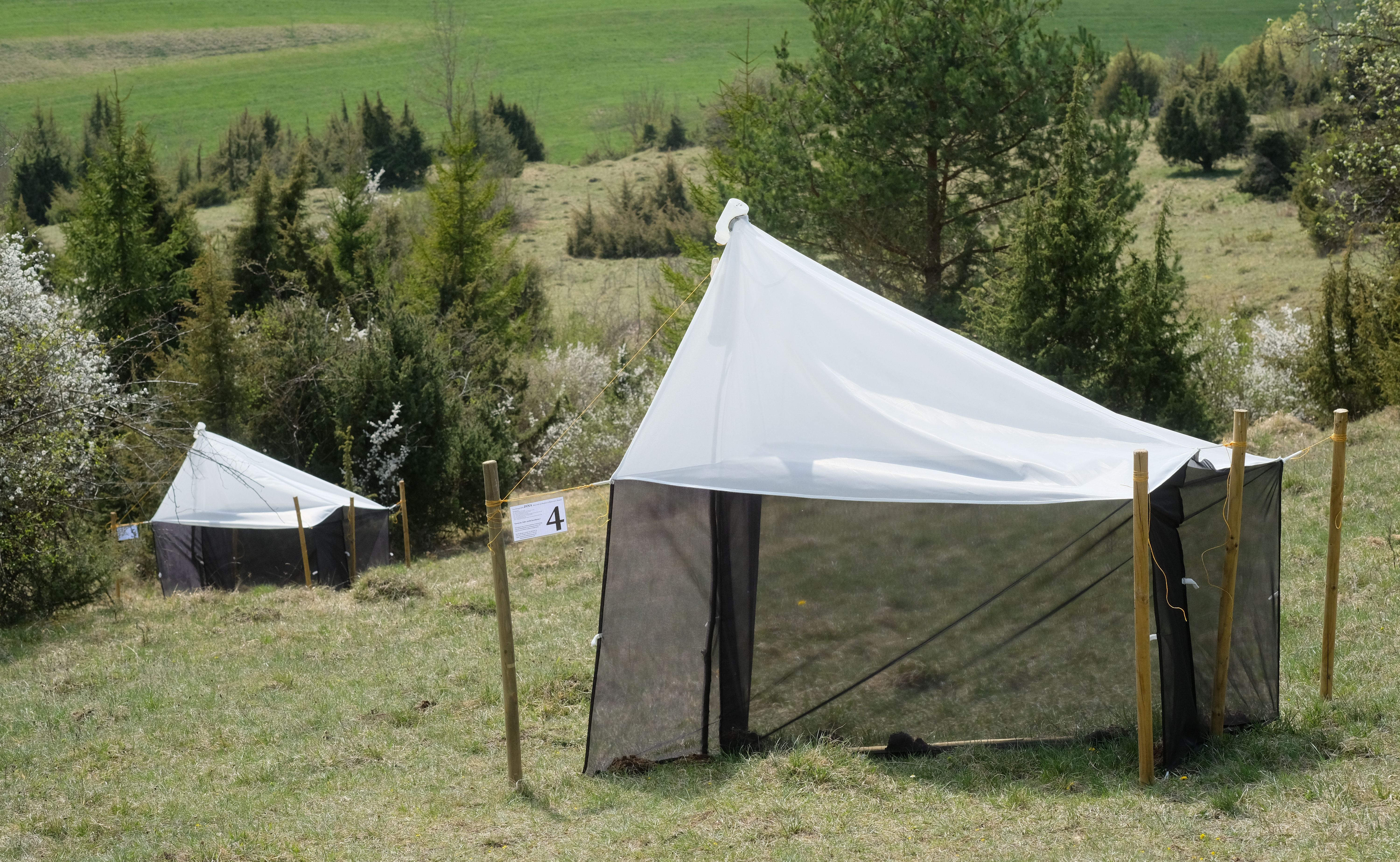
Im Rahmen des Projektes Diversität von Insekten in Naturschutz-Arealen (DINA) aufgestellte Falle in einem deutschen Naturschutzgebiet

Malaise-Fallen, benannt nach dem schwedischen Entomologen René Malaise (1892–1978), der sie erstmals 1937 in Burma einsetzte, sind Zeltfallen zum Fang von fliegenden Insekten.
Die Insekten gelangen während ihres bodennahen Fluges in den dunklen unteren Teil des Zeltes und versuchen dann dem Licht entgegen in den hellen oberen Teil des Zeltes zu gelangen. Am Gipfel des Zelts befindet sich ein Gefäß mit hochprozentigem Alkohol, der die Insekten tötet und konserviert.
Auf die Platzierung der Fallen im Gelände ist sehr zu achten. Generell kann man aber sagen, dass Randstrukturen, wie beispielsweise Waldränder, einen größeren Erfolg erzielen. Außerdem ist die Ausrichtung zur Sonne zu beachten, da viele Insekten dem Licht entgegen fliegen.
Malaise-Fallen sind automatische Fallen und selektieren nicht. Daher dürfen diese nur kontrolliert zum Einsatz kommen und müssen regelmäßig gewartet werden. In Deutschland muss ihr Einsatz von den Behörden genehmigt sein.
Dank des umfangreichen Einsatzes dieser Fallen konnten in den vergangenen Jahren sehr umfangreiche Sammlungen angelegt werden, die für die Entomologie eine große Bedeutung haben. Problematisch ist allerdings die gelegentlich mangelhafte Bearbeitung der Fänge. Erst wenn das Material mindestens bis auf das Niveau der Ordnung sortiert wurde, können entsprechende Spezialisten mit der weiteren Bestimmung beauftragt werden. Diese Arbeiten sind sehr kostenintensiv und benötigen entsprechend gut ausgebildete Biologisch-technische Assistenten und Systematiker. Insbesondere in Nordamerika (Vereinigte Staaten, Kanada) sind Malaise-Fallen sehr beliebt, und dank ihres Einsatzes finden sich dort heute die weltweit größten wissenschaftlichen Insektensammlungen.